# Vicente Asensi
Vicente Asensi Albentosa (L'Alcúdia de Crespins, 28 gennaio 1919 – Valencia, 2 settembre 2000) è stato un calciatore spagnolo, di ruolo centrocampista.

## Carriera
Giocò per quasi tutta la carriera nel Valencia, con cui vinse per tre volte la Liga (1942, 1944, 1947) e per due volte la Coppa nazionale (1941, 1949).